# National Professional Soccer League (1967)
De National Professional Soccer League (NPSL) is een voormalige professionele voetbalcompetitie met teams uit de Verenigde Staten en Canada.

## Geschiedenis
De competitie bestond gedurende één seizoen en fuseerde met de United Soccer Association (USA) tot de North American Soccer League.
In 1966 werden de plannen voor de North American Professional Soccer League (NAPSL) gemaakt. Het initiatief ging samen met de concurrerende National Soccer League en hieruit ontstond de National Professional Soccer League (NPSL). Een tv-contract met CBS werd geregeld en de competitie startte in 1967.
Op 16 april 1967 begon de competitie die ingedeeld was in een Oost- en een Westdivisie. De beide finalisten speelden om het kampioenschap. Oakland Clippers won de titel door Baltimore Bays over 2 wedstrijden te verslaan.
In december 1967 fuseerde de NPSL met de USA en in 1968 ging de NASL van start. Hierdoor fuseerden en verdwenen vele NPSL teams.

## Teams
De volgende teams namen deel aan de NPSL:
- Atlanta Chiefs
- Baltimore Bays
- Chicago Spurs
- Los Angeles Toros
- New York Generals
- Oakland Clippers
- Philadelphia Spartans
- Pittsburgh Phantoms
- St. Louis Stars
- Toronto Falcons

## Eindstand
WG = Wedstrijden gespeeld, W = Gewonnen, L = Verloren, T= Gelijk, DV = Doelpunten voor, DT = Doelpunten tegen, Ptn= Aantal punten
6 punten voor een overwinning, 
3 punten voor een gelijkspel, 
0 punten voor een verlies, 
1 punt voor elk doelpunt gescoord (max 3 per wedstrijd)

### Oost Divisie
| Teams                 | WG | W  | V  | G | DV | DT | Ptn |
| --------------------- | -- | -- | -- | - | -- | -- | --- |
| Baltimore Bays        | 32 | 14 | 9  | 9 | 53 | 47 | 162 |
| Philadelphia Spartans | 32 | 14 | 9  | 9 | 53 | 43 | 157 |
| New York Generals     | 32 | 11 | 13 | 8 | 60 | 58 | 143 |
| Atlanta Chiefs        | 31 | 10 | 12 | 9 | 51 | 46 | 135 |
| Pittsburgh Phantoms   | 31 | 10 | 14 | 7 | 59 | 74 | 132 |

### West Divisie
| Teams             | WG | W  | V  | G  | DV | DT | Ptn |
| ----------------- | -- | -- | -- | -- | -- | -- | --- |
| Oakland Clippers  | 32 | 19 | 8  | 5  | 64 | 34 | 185 |
| St. Louis Stars   | 32 | 14 | 11 | 7  | 54 | 57 | 156 |
| Chicago Spurs     | 32 | 10 | 11 | 11 | 50 | 55 | 142 |
| Toronto Falcons   | 32 | 10 | 17 | 5  | 59 | 70 | 127 |
| Los Angeles Toros | 32 | 7  | 15 | 10 | 42 | 61 | 114 |

### Kampioenschap
| Teams                   | Wedstrijd 1 | Wedstrijd 2 | Uitslag |
| ----------------------- | ----------- | ----------- | ------- |
| Oakland Clippers (West) | 0           | 4           | 4       |
| Baltimore Bays (Oost)   | 1           | 1           | 2       |

## Bekende oud-spelers
- Dennis Viollet
- Juan Santisteban
- Co Prins
- Theo Laseroms

ALPF (1894–95) · 
NAFBL (1895–1921) · 
ASL I (1921–33) · 
ASL II (1933–83) · 
ISL (1960-65) ·
NPSL I (1967) · 
USA (1967) · 
NASL (1968–85) · 
MISL I (1978–92) · 
NPSL II (1984–2001) · 
USL I (1984–85) · 
WSA (1985–89) · 
LSSA (1987–92) · 
ASL III (1988–89) · 
CISL (1993–97) · 
EISL (1997–98) · 
WISL (1998–2001) · 
WUSA (2001–03) · 
MISL II (2001–08) · 
XSL (2008–09) · 
USL First Division (2005–2010) · 
USL Second Division (1990–2010) · 
D2 Pro League (2010) ·
NASL (2011–17)